# Hadmar II. von Kuenring

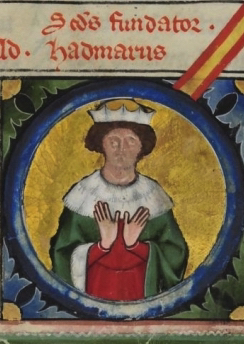
Portraitmedaillon Hadmar II. aus dem Kuenringer-Stammbaum („Bärenhaut“, fol. 8)

Hadmar II. von Kuenring (* um 1140; † 22. Juli 1217) war ein Ministerialadeliger aus dem Geschlecht der Kuenringer im  Herzogtum Österreich und Sohn von Albero III. von Kuenring. Im Jahre 1192 hielt er Richard Löwenherz, König von England, auf Burg Dürnstein gefangen.
Hadmar II. errichtete von 1201 bis 1208 auch die Stadt Weitra. Bereits 1180 hatte er in der Nähe Weitras eine Kirche – die heutige Filialkirche Altweitra – errichten lassen, um die herum die Stadt entstehen sollte. Doch 20 Jahre später entschied er sich, den Standort aus strategischen Gründen zu verlegen.
Im Stifterbuch des Klosters Zwettl, der so genannten Bärenhaut, wird Hadmar häufig als Förderer und Wohltäter des Klosters genannt. Die Bärenhaut berichtet auch von seinem Tod (fol. 25/26): Hadmar folgte dem Aufruf zum Kreuzzug, den Papst Innozenz III. 1215 am Vierten Laterankonzil verkündet hatte und schloss sich dem Babenbergerherzog Leopold VI. an. Nach der Überfahrt erkrankte er und starb am 22. Juli 1217. Seine Gefährten kochten die Leiche, um das Fleisch von den Knochen zu trennen. Sie nahmen die Knochen sowie seinem Wunsch gemäß das Herz und die rechte Hand unter großen Mühen mit in die Heimat und bestatteten sie im Kloster Zwettl.